# Cavendishia revoluta
Cavendishia revoluta är en ljungväxtart som beskrevs av J.L. Luteyn. Cavendishia revoluta ingår i släktet Cavendishia och familjen ljungväxter. Inga underarter finns listade i Catalogue of Life.